# 小行星6379
小行星6379（英語：6379 Vrba）是一颗围绕太阳公转的小行星。1987年11月15日，安東寧·姆爾科斯在克列特发现了此天体。
这颗小行星的绝对星等为174.33424等。